# 散都克多爾濟
散都克多爾濟（?—1854年），卫拉特蒙古杜尔伯特部人，绰罗斯氏。清朝蒙古王公，第八代杜尔伯特汗。车凌蒙克的玄孙，博斯和勒的曾孙，纳旺索诺木的孙子，滿達拉之子。
道光二十八年（1848年）第七代杜尔伯特汗密什克多尔济去世，没有儿子。密什克多尔济的大哥棍布扎布过继给杜尔伯特前旗扎萨克亲王，不愿袭封杜尔伯特汗。于是，道光帝命杜尔伯特中旗郡王滿達拉的长子散都克多爾濟袭封杜尔伯特部札萨克特古斯库鲁克达赖汗。咸丰四年（1854年），散都克多爾濟去世，其长子勒札勒喇布坦希哩珠特袭封杜尔伯特汗。